# متسلسلة متناوبة
في الرياضيات، متسلسلة متناوبة هي متسلسلة غير منتهية تأخذ الشكل التالي:
{\displaystyle \sum _{n=0}^{\infty }(-1)^{n}\,a_{n},}.

## اختبار المتسلسلات المتناوبة
تنص المبرهنة المعروفة باسم مبرهنة لايبنز أو باسم اختبار المتسلسلات المتناوبة بأن متسلسلة متناوبة ما تكون متقاربة إذا آلت إلى الصفر بشكل رتيب.